# Fort Sekondi
Koordinaten: 4° 56′ 29,4″ N, 1° 42′ 34,4″ W

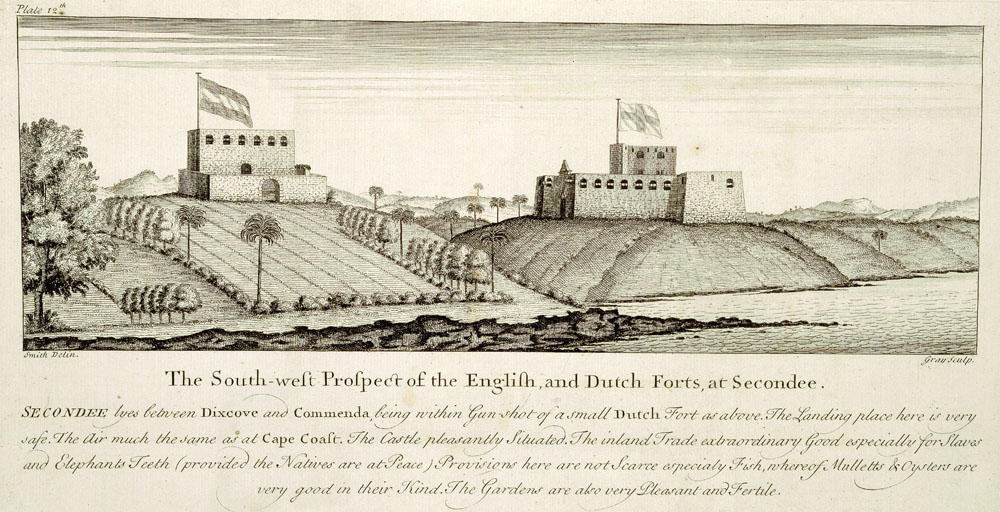
Das niederländische und das britische Fort in Sekondi in einer Ansicht aus dem 17. Jahrhundert

Das britische Fort Sekondi wurde 1682 von den Briten im ghanaischen Sekondi in Übereinstimmung mit den einheimischen Führern in direkter Konkurrenz zu dem „in Schussweite“ gegenüber gelegenen niederländischen Fort Oranje gegründet. Als die Niederländer die Errichtung dieser britischen Handelsstation vor ihren Augen bemerkten, bezichtigten sie die Einheimischen des Verrats, da sie auf einem exklusiven Handelsrecht bestanden und zogen sich aus Sekondi in ihr Fort Witsten in Takoradi zurück. Auf Bitten der Vertreter von Sekondi kehrten sie aber bald wieder nach Sekondi zurück, da hier auch die Bedingungen für den Handel besser waren. Im Rahmen des Festungstausches an der Goldküste zwischen Briten und Niederländern 1867/68 wurde das Fort niederländisch, 1872 als Teil des Sumatra-Vertrages dann wiederum britisch. Heute sind nur noch wenige Spuren des alten Forts erhalten.
Es existiert ein Plan des Forts von William Smith aus dem Jahr 1772. Danach hatte die Festung eine ähnliche Anlage wie das britische Fort in Kommenda, das ebenfalls einem niederländischen Fort gegenüberlag, war allerdings deutlich kleiner: eine große viereckige Befestigungsanlage mit Bastionen an den Ecken und extra verstärkten Wällen an der dem Fort Oranje zugewandten Seite. Innerhalb der Anlage gab es eine kleinere, innere Festungsanlage, die von einem Turm in der Mitte überragt wurde. Diese Konstruktion bot große Sicherheit auf Kosten allerdings des zur Verfügung stehenden Platzes.